# Walter Klein Wuppertal
Die Walter Klein GmbH & Co. KG (kurz: WKW) ist ein im Jahr 1940 gegründetes Unternehmen für Aluminium-, Stahl- und Kunststoffverarbeitung im Wuppertaler Stadtteil Cronenberg.
Der Hauptsitz der WKW-Gruppe liegt in Wuppertal, dem Stammsitz des Unternehmens. WKW besitzt 18 Tochter- und Beteiligungsgesellschaften in Europa, Afrika sowie Nordamerika. In Deutschland befinden sich Standorte neben Wuppertal in Velbert, Sprockhövel und Hemer.

## Eigentümer
Das Unternehmen gehört zu 75 Prozent der Gert und Susanna Mayer Stiftung. 25 Prozent gehören Susanna Mayer.
Nach Eigenangaben lag der Umsatz im Geschäftsjahr 2023 bei 560 Mio. Euro. Dieser wurde mit 3.004 Mitarbeitern realisiert.

## Übernahmeversuch und Insolvenz
Mitte 2024 wurde bekannt, dass die WKW-Gruppe von einem US-Investor übernommen wird. Die Verträge waren unterschriftsfertig ausgehandelt, nur die Zustimmung eines Gesellschafters fehlte, die letztendlich auch nicht erteilt wurde.
Im September 2024 hat das Unternehmen einen Insolvenzantrag gestellt. Im Dezember wurde dann vermeldet, dass die Sanierung auf gutem Kurs sei und die Löhne wieder vom Unternehmen selbst gezahlt werden können.

## Auszeichnungen
Im Jahr 2007 wurde das Unternehmen mit dem Wuppertaler Wirtschaftspreis ausgezeichnet.